# شیدور
جزیرهٔ شیدوَر، یکی از جزایر خلیج فارس از توابع بخش کیش شهرستان بندرلنگه در استان هرمزگان است. این جزیره جزو مناطق حفاظت‌شده محیط زیست کشور و یکی از مهم‌ترین پناهگاه‌های پرندگانی همچون عقاب دریایی دم سفید و آبزیانی مانند لاک‌پشت‌های دریایی، ماهیها و دلفینها در خلیج‌فارس است.
شیدور به عنوان پناهگاه حیات وحش و آب‌سنگ‌های مرجانی دارای اهمیت بین‌المللی است و از سال ۱۳۶۶ تحت مدیریت سازمان حفاظت محیط زیست قرار گرفته است.
در سال ۱۳۹۵ از سوی دبیرخانه کنوانسیون گونه‌های مهاجر واقع در دفتر منطقه‌ای یونپ در بانکوک، جزیره شیدور به عنوان یکی از زیستگاه‌های مهم لاک‌پشت دریایی معرفی شد. و به شبکه مناطق مهم لاک‌پشت‌دریایی در اقیانوس هند و جنوب شرق آسیا پیوست.
این جزیره با نام‌های شِتوار، شِتوَر، مارون و مارو هم شناخته می‌شود.

## موقعیت جغرافیایی
جزیره شیدور با مساحت ۹۸ هکتار (حدود ۱ کیلومتر مربع) در فاصله حدود ۱/۵ کیلومتری شرق جزیره لاوان و ۱۷۰ کیلومتری شهر بندرلنگه واقع شده است. طول این جزیره ۱/۸ کیلومتر و عرض آن حداکثر ۰/۸ کیلومتر است.
شیدور به دلیل داشتن شرایط زیستگاهی و امنیتی مناسب در فصل‌های بهار و تابستان زیستگاه امنی برای انواع پرندگان مهاجر به ویژه پرستوهای دریایی است و به عنوان بهشت پرندگان نیز معروف است.
جزیره شیدوَر به تعداد زیاد مار جعفری (echis carinatus) معروف است که معمولاً زیر شن مخفی می‌شوند. به این جزیره «ماران» و به لهجه محلی مارو نیز گفته می‌شود. غیر مسکونی بودن این جزیره به دلیل وجود نداشتن منبع اب شیرین و غذایی در این جزیره می‌باشد.

## پناهگاه حیات‌وحش و تالاب بین‌المللی
پناهگاه حیات وحش شیدور یک پناهگاه حیات وحش با مساحت ۹۹ هکتار است که در استان هرمزگان در ایران قرار دارد. این پناهگاه حیات وحش طبق مصوبهٔ شمارهٔ ۵۸۲ در تاریخ ۱۳۵۴/۵/۲۱ در فهرست مناطق تحت حفاظت سازمان محیط زیست ایران قرار گرفت.
در تاریخ ۱۳۵۴/۵/۲۱ جزیره شیدور با وسعت ۹۸ هکتار (کل جزیره) به‌عنوان پناهگاه حیات وحش و در تاریخ ۱۹۹۹/۱۲/۲۹ محدوده ساحلی و آب‌های اطراف جزیره شیدور با مساحت ۸۷۰ هکتار به عنوان تالاب بین‌المللی در فهرست کنوانسیون رامسر ثبت شد.

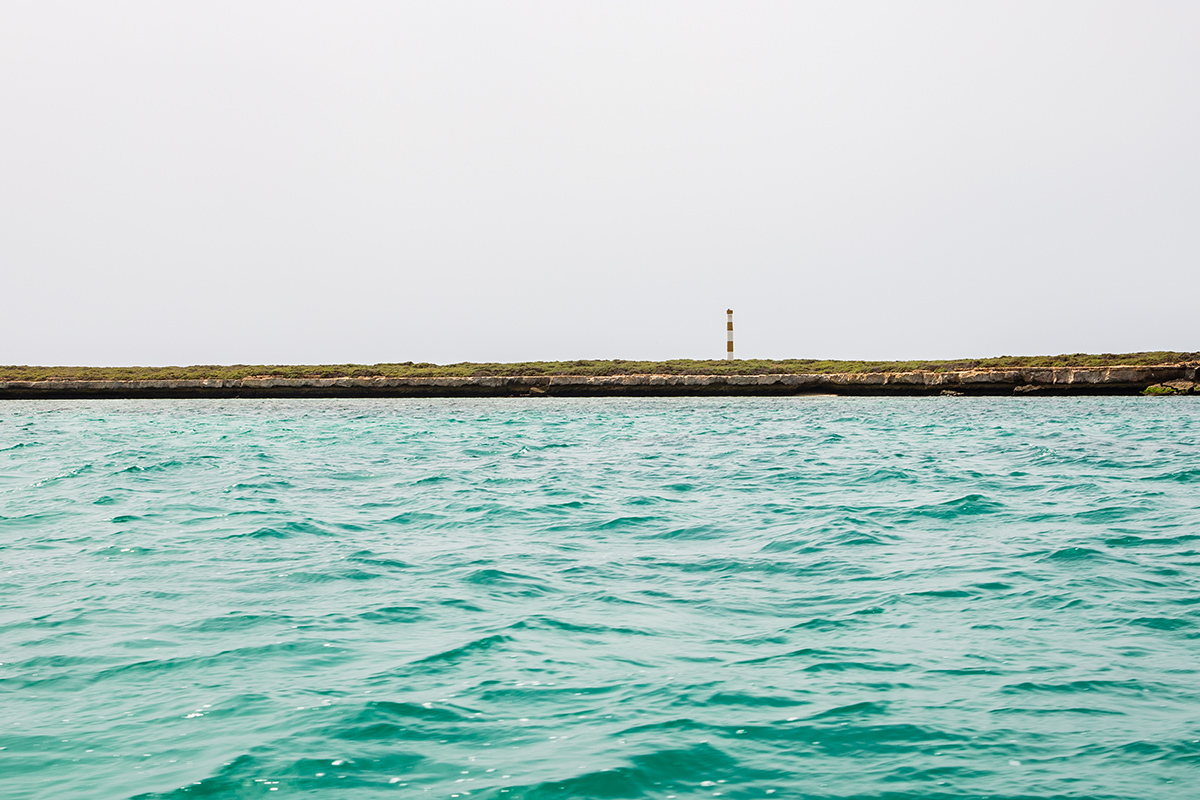
دورنمای جزیره شیدور

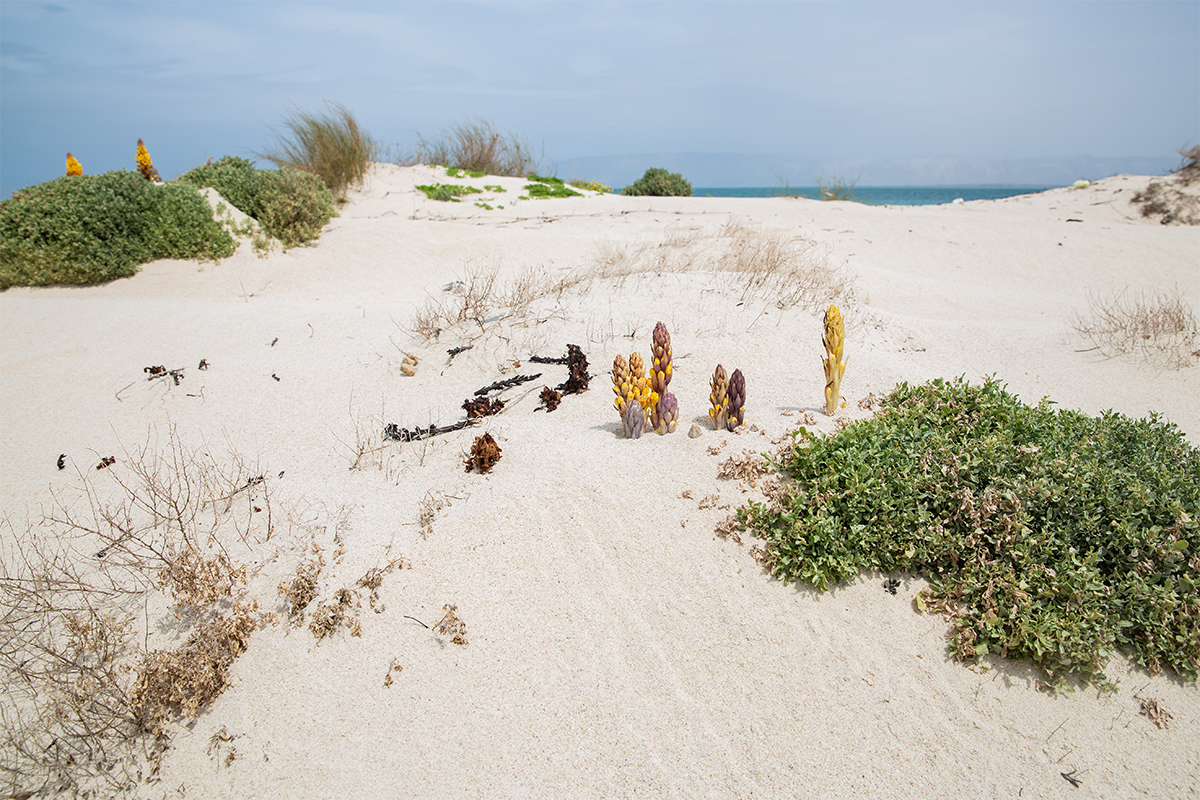
نمایی از ساحل جزیره شیدور

## ویژگی‌های طبیعی
این جزیره غیرمسکونی است و هیچ‌گونه فعالیت انسانی در آن مشاهده نمی‌شود. ساختار بیشتر سواحل این جزیره صخره‌ای بوده به گونه‌ای که ضلع جنوبی، غربی و بخش‌های بیشتر ضلع شمالی را سواحلی به صورت صخره‌ای دربرگرفته است. به‌طور کلی می‌توان گفت جزیره‌ای مسطح (حداکثر ارتفاع ۶ متر) و توده‌ای مرجانی است که با خاک شنی – رسی پوشیده شده است.
در این جزیره چشمه یا آب سطحی وجود ندارد و میزان بارندگی آن بسیار کم و دمای آن در تابستان به‌طور متوسط ۴۰ درجه سانتی‌گراد است. در طول ساحل جنوبی، غربی و شمال‌غربی جزیره صخره‌هایی با ارتفاع ۲ متر ظاهر شده است. در گوشه جنوب شرقی آن، صخره‌ها به شکل توده‌های درهم فرورفته‌ای از تخته‌سنگ‌ها، حتی در شرایط مد نیز دیده می‌شود. سایر نواحی ساحلی به صورت نوار ماسه‌ای باریکی است که تا شمال‌شرقی جزیره به شکل دماغه‌ای بلند امتداد می‌یابد.
این تالاب با توجه به دور بودن جزیره از ساحل و مسکونی نبودن آن دارای کاربری خاصی است و اهمیت ویژه آن شرایط خاص و منحصر به فرد آن جهت جوجه آوری پرندگان و تولید مثل لاک‌پشتان دریایی بوده که به همین منظور از آن به عنوان بهشت پرندگان یاد می‌شود.

## پوشش گیاهی
پوشش گیاهی متشکل از چندگونه پایای درختچه‌ای- بوته‌ای است. گونه‌های غالب شامل لیسیوم، سودا، آتریپلکس و گونه‌های سیپروس، ارودیوم و نستورا از دیگر گونه‌های علفی جزیره به‌شمار می‌روند. چمن شور پاگربه‌ای، گل جالیزی، نوعی ارمک، آفتاب‌پرست ساحلی، زدوک، بارهنگ، چوچ (درخت مسواک)، پیر گیاه و گل ماهور شرقی دیگر گونه‌های گیاهی این جزیره کوچک هستند.

## گونه‌های جانوری

### پرندگان
انواع پرستوهای دریایی شامل پرستوی دریایی گونه سفید، پرستو دریایی کاکلی کوچک، پرستو دریایی کاکلی بزرگ، پرستو دریایی پشت تیره، پرستو دریایی تیره و پرستو دریایی معمولی جمعیت اصلی پرندگان جزیره را تشکیل می‌دهند. این پرستوها هر ساله حدود اردیبهشت ماه وارد جزیره شده و پس از تخم‌گذاری و جوجه‌آوری اواخر مردادماه جزیره را ترک می‌کنند.
از دیگر گونه‌های جوجه‌آور در جزیره می‌توان به اگرت ساحلی اشاره کرد، که بخش کوچکی از جزیره را به خود اختصاص داده و می‌توان آن را در هر دو شکل سفید و خاکستر تیره در جزیره مشاهده کرد. حواصیل سبز و عقاب ماهی‌گیر از دیگر پرندگان این منطقه هستند.
به‌طور کلی تاکنون در این جزیره ۱۰ گونه پرنده شناسایی شده است که به جز چکاوک کاکلی و سسک دم‌دراز، بقیه مهاجر هستند.

### خزندگان
جزیره شیدور زیستگاه مهم برای تخم‌ریزی لاک‌پشت‌های دریای همانند لاک‌پشت منقار عقابی و لاک‌پشت سبز محسوب می‌شود. ازجانوران دیگر این جزیره می‌توان خزندگانی نظیر سوسمار دم‌دراز بیابانی، مار جعفری، گکو سنگلاخ بلانفورد و گکو زگیل دار بلوچی را نام برد.

### آبزیان
این جزیره کوچک تنها آب‌سنگ مرجانی حفاظت شده ایران است و در فهرست مهم‌ترین آب‌سنگ‌های مرجانی اتحادیه بین‌المللی حفاظت و منابع طبیعی (IUCN) نیز ثبت شده است.

### دیگر گونه‌های جاندار
حداقل ۱۹ گونه مرجان از ۸ جنس و ۶ خانواده در حاشیه جزایر استان هرمزگان از جمله جزیره شیدور گزارش شده است. در جزیره شیدور پستانداران خشکزی تاکنون مشاهد نشده است، اما پستانداران دریایی دارای تنوع خوبی بوده و شامل برخی نهنگ‌ها و دلفین‌هایی مانند نهنگ براید و … هستند.

## جاذبه‌های اکوتوریستی
آرامش زیستگاهی، بکر بودن و برخورداری از امنیت زیستی عامل اصلی مهاجرت پرندگان به این جزیره است. در زمان مهاجرت جزیره مملو از انواع پرستوهای دریایی و جوجه‌های آن است. پرواز دسته‌جمعی انواع پرستوها منظره‌ای زیبا را در این جزیره کوچک به وجود می‌آورد.
این چشم‌اندازهای بدیع و سواحل دنج مکان مناسبی برای طبیعت‌گردان و عکاسان است. اما با توجه به شرایط جغرافیایی جزیره مذکور و دوری آن از ساحل استفاده توریستی چندانی نداشته و بیشترین توجه آن از سوی پرنده شناسان و پژوهشگران است.

## تعارضات و تهدیدات مهم منطقه
- جمع‌آوری تخم پرندگان و لاک‌پشتان دریایی
- آلودگی نفتی ناشی از مجاورت با جزیره لاوان و تردد شناورها
- آلودگی ساحل در نتیجه بازگشت زباله‌های سرگردان در آب به ویژه بطری‌های پلاستیک
- برداشت غیرمجاز ماسه از ساحل
- شکار لاک‌پشت‌ها جهت استفاده از گوشت آن‌ها
- تخریب لانه‌های پرندگان
- ماهی‌گیری غیرمجاز و اقداماتی که موجب تخریب مرجان‌ها می‌شود
- خشک‌سالی